# Европейское общество анестезиологии и интенсивной терапии
Европейское общество анестезиологии и интенсивной терапии (англ. European Society of Anaesthesiology and Intensive Care, ESAIC) — профессиональная европейская ассоциация, объединяющая специалистов в области анестезиологии. Деятельность общества также охватывает сферы неотложной медицинской помощи, интенсивной терапии, лечения боли и периоперационной медицины.

## История создания
Организация была образована в 2005 году как Европейское общество анестезиологии путем слияния трех предыдущих организаций: Европейской академии анестезиологии, основанной в 1978 году; Европейского общества анестезиологов, основанного в 1992 году; и Конфедерации европейских национальных обществ анестезиологии.
Решение объединить эти три общества в одну международную европейскую организацию анестезиологии было принято в результате обсуждений в 1998 году. Руководство трех обществ подписало соглашение об объединении 19 апреля 2004 года после получения одобрения от генеральных ассамблей всех трех организаций.
В 2020 году название было изменено на Европейское общество анестезиологии и интенсивной терапии (ESAIC), что отражает расширение деятельности организации в области интенсивной терапии.

## Исследования
ESAIC проводит исследования в различных областях, включая периоперационную медицину, анестезиологические методы и мониторинг, интенсивную терапию, лечение боли, безопасность пациентов и улучшение качества, образование и обучение, этику и профессионализм, а также исследования в области здравоохранения. Исследования общества направлены на расширение знаний и улучшение ухода за пациентами в области анестезиологии и интенсивной терапии.
Организация финансирует исследовательские проекты, спонсирует исследовательские инициативы и сотрудничает с другими организациями для развития области анестезиологии и интенсивной терапии.

## Образование и экзамены
ESAIC также сотрудничает с Европейским союзом медицинских специалистов (European Union of Medical Specialists) и Европейским советом анестезиологии (European Board of Anaesthesiology) с целью защиты интересов своих членов и повышения качества образования в данной области. Ассоциация поддерживает и развивает деятельность, ранее инициированную Европейской академией анестезиологии (European Academy of Anaesthesiology), такую как экзамен на получение Европейского диплома по анестезиологии (EDA, впоследствии European Diploma in Anaesthesiology and Intensive Care — EDAIC), обеспечивающий высокий стандарт в специальности, а также Программу визитов в больницы, направленную на оценку условий преподавания и подготовки в учебных центрах в соответствии с учебными рекомендациями EBA.
Экзамен на Европейский диплом по анестезиологии и интенсивной терапии (EDAIC) представляет собой двухэтапный экзамен, оценивающий знания в области фундаментальных наук и клинических дисциплин.

## Евроанестезия
ESAIC организует ежегодный конгресс «Евроанестезия». Это одно из крупнейших в Европе собраний анестезиологов и специалистов по интенсивной терапии. С историей международных участников из более чем 100 стран, Евроанестезия является международной платформой для новаторства и продвижения инноваций в анестезиологии. Конгресс предоставляет форум для представления новых исследований, обсуждения клинических вопросов и обмена идеями и передовым опытом. Евроанестезия 2025 была проведена в Лиссабоне. В 2026 году пройдёт в Роттердаме.